# Nova Hartz
Nova Hartz là một đô thị thuộc bang Rio Grande do Sul, Brasil. Đô thị này có diện tích 62,558 km², dân số năm 2007 là 16541 người, mật độ 264,41 người/km².